# Лесьна (Живецький повіт)
Лесьна (пол. Leśna) — село в Польщі, у гміні Ліпова Живецького повіту Сілезького воєводства.
Населення — 2074 особи (2011).
У 1975-1998 роках село належало до Бельського воєводства.

## Демографія
Демографічна структура станом на 31 березня 2011 року:
|          | Загалом | Допрацездатний вік | Працездатний вік | Постпрацездатний вік |
| -------- | ------- | ------------------ | ---------------- | -------------------- |
| Чоловіки | 1010    | 216                | 709              | 85                   |
| Жінки    | 1064    | 203                | 652              | 209                  |
| Разом    | 2074    | 419                | 1361             | 294                  |